# Sommer-Universiade 1989/Basketball
Bei der Sommer-Universiade 1989 wurde ein Männerturnier im Basketball ausgetragen.

## Bilanz

### Medaillenspiegel
| Platz  | Land               | Gold | Silber | Bronze | Gesamt |
| ------ | ------------------ | ---- | ------ | ------ | ------ |
| 1      | Vereinigte Staaten | 1    | –      | –      | 1      |
| 2      | Sowjetunion        | –    | 1      | –      | 1      |
| 3      | BR Deutschland     | –    | –      | 1      | 1      |
| Gesamt | Gesamt             | 1    | 1      | 1      | 3      |

### Medaillengewinner
| Disziplin | Gold | Silber | Bronze |
| --------- | --- | --- | --- |
| Männer    | Vereinigte StaatenVictor Alexander Stacey Augmon Matthew Bullard Elliott Davis Larry Johnson Anthony Jones Lyndon Jones Travis Mays Mark Randall Stephen Scheffler Steve Smith Stephen Thompson | SowjetunionRomanas Brazdauskis Darius Dimavičius Gintaras Einikis Darius Lukminas Igors Miglinieks Gundars Vetra Alexander Okounskij Visotskas Arounas Igor Melnik Igor Gratschew Jewhen Mursin Alexander Schewtschenko | BR DeutschlandStephan Baeck Gunther Behnke Hansi Gnad Henning Harnisch Kai Nürnberger Henrik Rödl Ralf Risse Michael Koch Thomas Deuster Sven Meyer Nils Becker Bertram Koch |